# Amos ’n’ Andy
Amos ’n’ Andy (znany również jako The Amos ’n’ Andy Show) – amerykański sitcom, rozgrywający się w afroamerykańskiej społeczności nowojorskiego Harlemu. Powstał na podstawie programu radiowego, nadawanego w latach 1928-1960. Radiowy pierwowzór był dziełem dwóch białych aktorów: Freemana Gosdena i Charlesa Corrella, którzy odpowiadali za scenariusze oraz udzielali głosu większości postaci, w tym tytułowym bohaterom: Amosowi Jonesowi (Gosden) i Andrew Hogg Brownowi (Correll).
W serialu telewizyjnym w głównych bohaterów wcielali się już afroamerykańscy aktorzy – Alvin Childress (Amos) i Spencer Williams (Andy). Amos ’n’ Andy cieszyli się sporą popularnością (w roku 1951 znaleźli się na 13. miejscu rankingu Nielsena z wynikiem 5 951 700 widzów na odcinek), ale zostali zdjęci z anteny po protestach organizacji NAACP, która zarzucała sitcomowi CBS utrwalanie szkodliwych stereotypów na temat mniejszości rasowych.

## Obsada
- Amos Jones – Alvin Childress
- Andrew Hogg Brown (Andy) – Spencer Williams
- George "Kingfish" Stevens – Tim Moore
- Sapphire Stevens – Ernestine Wade
- Ramona Smith  – Amanda Randolph
- Algonquin J. Calhoun – Johnny Lee
- Lightnin' – Nick Stewart
- Ruby Jones – Jane Adams